# Belo Polje (Peć)
Pour les articles homonymes, voir Belo Polje.
Bellopojë en albanais et Belo Polje en serbe latin (en serbe cyrillique : Бело Поље) est une localité du Kosovo située dans la commune/municipalité de Pejë/Peć et dans le district de Pejë/Peć. Selon le recensement kosovar de 2011, elle compte 1 272 habitants.

## Histoire
L'église de la Mère-de-Dieu de Bellopojë/Belo Polje date des XVIe et XVIIe siècles ; mentionnée par l'Académie serbe des sciences et des arts, elle est inscrite sur la liste des monuments culturels du Kosovo.

## Démographie

### Évolution historique de la population dans la localité
| 1948 | 1953 | 1961 | 1971  | 1981 | 1991 | 2011  |
| ---- | ---- | ---- | ----- | ---- | ---- | ----- |
| 588  | 672  | 883  | 1 496 | 772  | 971  | 1 272 |

|  |

### Répartition de la population par nationalités (2011)
En 2011, les Albanais représentaient 96,46 % de la population.